# Bollullos de la Mitación
Bollullos de la Mitación é um município da Espanha, na província de Sevilha, comunidade autónoma da Andaluzia. Tem 81,2 km² de área e em 2021 tinha 11 099 habitantes (densidade: 178 hab./km²). Pertence à comarca de Aljarafe, limitando com os municípios de Almensilla, La Puebla del Río, Aznalcázar, Umbrete, Benacazón, Espartinas, Bormujos, Mairena del Aljarafe e Gelves.